# Marowijne
Marowijne (in francese Maroni; Sranan Tongo: Marwina-Liba) è un fiume sudamericano che segna il confine tra il Suriname e la Guiana francese. che scorre nel distretto omonimo.
Nasce dal massiccio del Mitaraka e sfocia nell'Oceano Atlantico dopo 520 km.